# Sojus TM-14
Sojus TM-14 ist die Missionsbezeichnung für den Flug eines russischen Sojus-Raumschiffs zur russischen Raumstation Mir. Es war der 14. Besuch eines Sojus-Raumschiffs bei der Raumstation Mir und der 90. Flug im russischen Sojusprogramm. 

## Besatzung

### Startbesatzung
- Alexander Stepanowitsch Wiktorenko (3. Raumflug), Kommandant
- Alexander Jurjewitsch Kaleri (1. Raumflug), Bordingenieur
- Klaus-Dietrich Flade (1. Raumflug), Wissenschaftskosmonaut ( Deutschland)

### Ersatzmannschaft
- Anatoli Jakowlewitsch Solowjow, Kommandant
- Sergei Wassiljewitsch Awdejew, Bordingenieur
- Reinhold Ewald, Wissenschaftskosmonaut ( Deutschland)

### Rückkehrmannschaft
- Alexander Stepanowitsch Wiktorenko (3. Raumflug), Kommandant
- Alexander Jurjewitsch Kaleri (1. Raumflug), Bordingenieur
- Michel Tognini (1. Raumflug), Wissenschaftskosmonaut ( CNES/ Frankreich)

## Missionsüberblick
Dies war der erste Raumflug seit dem Zerfall der Sowjetunion und damit der erste russische Raumflug. 
Der Astronaut Klaus-Dietrich Flade flog mit dem ersten gemeinsamen Raumflug Russlands und Deutschlands ins All. Flade war der zweite Deutsche nach Sigmund Jähn im Jahr 1978, der eine Raumstation besuchte. Er unternahm 14 deutsche Experimente als Teil der Vorbereitung für die zukünftigen Raumstationsprojekte und Columbus aus den Bereichen Medizin, Biologie, Physik und Materialforschung. So wurden im physikalischen Versuchsprogramm TES thermodynamische Eigenschaften verschiedener Substanzen erforscht. Medizinische Untersuchungen betrafen Veränderungen im Erbgut (Chromosomenanalyse), den Schlaf-Wach-Rhythmus und die Einschätzung der physischen sowie psychischen Leistungsfähigkeit, die Erforschung der Funktion des Gleichgewichtsorgans und das Orientierungsvermögen unter anderem über die Aufzeichnung der Augenbewegungen bei Lageänderungen, die Merkleistung des Kurzzeitgedächtnisses, die Verteilung von Körperflüssigkeit in Muskeln und Gefäßen (Einsatz des Unterdruck-Anzuges TSCHIBIS) sowie die Hormonregulation im menschlichen Organismus (Blut- und Speichelproben). Materialwissenschaftliche Tests bestanden vor allem in der Züchtung reiner Kristalle. Flade landete gemeinsam mit der alten Stammbesatzung (Wolkow und Krikaljow) mit dem Raumschiff Sojus TM-13.
Die elfte Stammbesatzung der Raumstation Mir führte während ihrer fast fünfmonatigen Mission Experimente zur Werkstoffforschung, Raumfahrttechnologie, Astrophysik und Erderkundung durch. So züchteten sie superreine Galliumarsenidkristalle mit der neuen Anlage GRANAT an Bord des Kristall-Moduls, beobachteten über einen längeren Zeitraum hinweg die genaue Zusammensetzung der Kabinenluft und studierten den Einfluss von Bewegungen der Raumfahrer auf die Mikrogravitation. Weiterhin führten sie astronomische Beobachtungen im ultravioletten und im Röntgenstrahlungsbereich durch. Im Rahmen des Forschungsprogrammes ERDE wurden Aufnahmen von Nordafrika, Nord- und Südamerika, dem pazifischen Raum, Australien mit der Kamera KFA 1000 gemacht. Mit der topografischen Dreikanal-Kamera KATE 140 fertigten sie außerdem fotografische Aufnahmen von Teilen Russlands, Kasachstans und der Ukraine an. Im Zusammenhang mit geologischen Untersuchungen im Süden der Ukraine fand auch das Mehrkanalspektrometer MKS 2M (19 Kanäle im Wellenlängenbereich zwischen 415 nm und 1030 nm) Verwendung. Weitere wissenschaftliche Untersuchungen fanden zur Kristallzüchtung, zur Erosion verschiedener Werkstoffe durch atomaren Sauerstoff, zur Schädigung lebender Zellen durch kosmische Strahlung, zur Kristallisation biologischer Makromoleküle und zum Einfluss künstlicher Schwerkraft auf das Wachstum von Pflanzen statt. Mit der Multispektralkamera MKF 6MA wurden hochauflösende Aufnahmen der Erdoberfläche gemacht. Durch solche Aufnahmen werden Aussagen über Umweltverschmutzungen, vermutliche Lagerstätten bestimmter Bodenschätze oder Erntevorhersagen möglich. Am 8. Juli stiegen Wiktorenko und Kaleri für zwei Stunden aus der Station aus, um zwei seit Januar defekte Stabilisationskreisel am Modul Kwant 2 auszutauschen. Nachschub und neue Experimentiereinrichtungen wurde mit den Transportraumschiffen Progress M-12 und M-13 geliefert. Bei der Rückkehr von Wiktorenko und Kaleri war auch der Franzose Tognini an Bord, der mit der Nachfolgebesatzung zur Station geflogen war. 
Bei der Landung gab es ein Problem, so dass die Landekapsel kopfüber zu liegen kam. Die Kapsel musste von der Bergungsmannschaft erst gedreht werden.